# Чемпіонат Європи з боксу 2022
XXXXIV Чемпіонат Європи з боксу (чоловіків) відбувся 23 — 30 травня 2022 року в Єревані в Вірменії.
В чемпіонаті брали участь 219 боксерів з команд 39 країн. Через російське вторгнення в Україну до участі в чемпіонаті не були допущені збірні Росії та Білорусі, а збірна Азербайджану відмовилася від участі в чемпіонаті в Єревані через напружені стосунки між Азербайджаном та Вірменією.
Деякі російські боксери взяли участь у чемпіонаті під прапором Сербії.
Збірна господарів турніру та збірна України були єдиними, що мали представників у кожній з 13 вагових категорій. Честь України захищали: Андрій Тишковець, Дмитро Замотаєв, Ельмір Набієв, Михайло Дзязько, Юрій Шестак, Ярослав Харциз, Віктор Петров, Юрій Захарєєв, Іван Папакін, Іван Сапун, Сергій Горсков, Роберт Мартон, Дмитро Ловчинський.

## Медалісти
| Категорія:                           | Золото:                 | Срібло:           | Бронза:                             |
| Мінімальна вага (до 48 кг)           | Сахіл Алахвердові (GEO) | Ергюнал Себахтин  | Якуб Сломінський Леонардо Еспозіто  |
| Найлегша вага (до 51 кг)             | Мартін Моліна           | Кіаран Макдональд | Дмитро Замотаєв Федеріко Серра      |
| Легша вага (до 54 кг)                | Білал Беннама           | Ділан Іглсон      | Мануель Каппаї Даніель Асенов       |
| Напівлегка вага (до 57 кг)           | Васіле Устурой          | Артур Базеян      | Мікеле Балдассі Хав'єр Ібаньєс Діас |
| Легка вага (до 60 кг)                | Артюш Гомцян            | Хосе Кілес        | Роланд Верес Юрій Шестак            |
| Перша напівсередня вага (до 63,5 кг) | Оганес Бачков           | Лунес Амрауї      | Адріан Тіам Річард Ковач            |
| Напівсередня вага (до 67 кг)         | Вахід Аббасов           | Лаша Гурулі       | Александру Парасків Іоан Крофт      |
| Перша середня вага (до 71 кг)        | Мохаммед Акбар          | Гаран Крофт       | Юрій Захарєєв Магомед Шахідов       |
| Середня вага (до 75 кг)              | Габріель Доссен         | Льюїс Річардсон   | Сальваторе Кавальяро Сем Гікі       |
| Напівважка вага (до 80 кг)           | Артем Агеєв             | Альфред Коммі     | Лука Плантич Іван Сапун             |
| Перша важка вага (до 86 кг)          | Георгій Кушиташвілі     | Рафаель Оганесян  | Андрей Арадоає Томаш Недзвецький    |
| Важка вага (до 92 кг)                | Азіз Аббес Мухідін      | Енмануель Реєс    | Льюїс Вільямс Нарек Манасян         |
| Надважка вага (вище 92 кг)           | Нелві Тяфак             | Аюб Гадфа         | Делішес Орі Ахмед Хагаг             |

## Медальний залік
| Медальний залік |           |        |        |        |       |
| Місце           | Держава   | Золото | Срібло | Бронза | Разом |
| 1               | Грузія    | 3      | 1      | 0      | 4     |
| 2               | Сербія    | 2      | 0      | 0      | 2     |
| 3               | Іспанія   | 1      | 3      | 1      | 5     |
| 4               | Англія    | 1      | 2      | 2      | 5     |
| 5               | Вірменія  | 1      | 2      | 1      | 4     |
| 6               | Італія    | 1      | 1      | 5      | 7     |
| 7               | Франція   | 1      | 1      | 0      | 2     |
| 7               | Ірландія  | 1      | 1      | 0      | 2     |
| 9               | Німеччина | 1      | 0      | 1      | 2     |
| 10              | Бельгія   | 1      | 0      | 0      | 1     |
| 11              | Болгарія  | 0      | 1      | 2      | 3     |
| 12              | Уельс     | 0      | 1      | 1      | 2     |
| 13              | Україна   | 0      | 0      | 4      | 4     |
| 14              | Угорщина  | 0      | 0      | 2      | 2     |
| 14              | Польща    | 0      | 0      | 2      | 2     |
| 16              | Румунія   | 0      | 0      | 1      | 1     |
| 16              | Молдова   | 0      | 0      | 1      | 1     |
| 16              | Шотландія | 0      | 0      | 1      | 1     |
| 16              | Хорватія  | 0      | 0      | 1      | 1     |
| 16              | Австрія   | 0      | 0      | 1      | 1     |
| Разом           | 20 держав | 13     | 13     | 26     | 52    |